# Jarina Nunatak
Jarina Nunatak är en nunatak i Antarktis. Den ligger i Östantarktis. Nya Zeeland gör anspråk på området. Toppen på Jarina Nunatak är 1 616 meter över havet.
Terrängen runt Jarina Nunatak är huvudsakligen platt, men norrut är den kuperad. Trakten är obefolkad. Det finns inga samhällen i närheten.